# 元亨 (平凉郡公)
元亨（6世紀—？），字德良，一名孝才，河南郡洛阳县（今河南省洛阳市东）人，追尊魏昭成帝拓跋什翼犍后裔，西魏司空、冯翊简穆王元季海长子，元魏宗室，西魏、北周、隋朝官员。

## 生平
北魏分裂时，元季海随魏孝武帝元修入关，元亨当时才几岁，与母亲李稚华留在洛阳，与元季海分隔。因为元季海在西魏为官，高欢便将李稚华母子禁锢起来。李稚华素有智谋，谎称受冻挨饿，请求去有粮食吃的鲁阳。东魏认为鲁阳离关西还很远，李稚华母老子幼，不加怀疑，于是答应了李稚华的请求。李稚华暗中请求当地的豪强李长寿帮助，携带元亨和失去父母的侄子八人，偷偷的从乡野间行进到长安。宇文泰见到他们后非常高兴，又因为元亨是功臣的儿子，对待十分优厚。元亨虚岁十二岁的时候，齐王拓跋廓视他为密友。元亨以千牛备身为起家官，大统末年，承袭了父亲的冯翊王爵位，食邑一千户，授予封爵的那一天，元亨悲伤痛哭不能自已，不久升任通直散骑常侍，历任武卫将军、勋州刺史，改封平凉王。周孝闵帝宇文觉接受禅让建立北周后，元亨的爵位按照惯例降为公。周明帝、周武帝时，元亨历任陇州刺史、御正大夫、小司马，周宣帝时，元亨担任洛州刺史 。
大象二年（580年），杨坚担任丞相，尉迟迥发动叛乱，洛阳人梁康、邢流水等人举兵响应尉迟迥，一旬之间，部众达到一万余人，洛州治中王文舒秘密的与梁康勾结，计划谋害元亨。元亨暗中得知王文舒的阴谋，于是挑选关中的士兵，得到两千人为部下，抓住王文舒将他处斩，发兵袭击梁康、邢流水，将他们击败。元亨与营作大监窦炽齐心固守金墉城，直到尉迟迥被平定。隋文帝接受禅让建立隋朝后，征拜元亨为太常卿，增加食邑七百户。元亨不久外任卫州刺史，加号大将军。卫州风俗浅薄，元亨以威严坐镇治理，在任八年，风俗大为融洽。元亨后因为年老多病，上表请求退休，卫州的官吏和百姓到京城上书请愿，要求元亨留在当地养病治政，隋文帝叹赏不已。当年，元亨因为疾病加剧，再次请求回京城，隋文帝命令使者送去医药，探望病情，络绎不绝。一年多以后，元亨在家中去世，虚岁六十九，谥号宣，葬于大兴县小陵原。

## 家庭

### 父母
- 元季海，西魏司空、冯翊简穆王
- 李稚华，出自陇西李氏仆射房，北魏侍中、司空、尚书仆射、清渊侯李冲第六女

### 兄弟姐妹
- 拓跋慎，北周持节、抚军将军、大都督、显亲恭子
- 元俭，隋朝温州刺史、乌水县公[8]
- 昌宁郡主，嫁大将军、延寿公于寔[8]
- 元媛柔，出家[8]
- 元氏，嫁柱国、安武公李穆[8]

### 夫人
- 乐浪王氏，使持节、大将军、大司徒、青齐光莒幽五州诸军事、青州刺史，封朔州安远郡开国公，邑一千五百户王罴曾孙女，柱国、太尉公王盟孙女，开府仪同三司、咸阳郡公王励长女[9]

### 子女
- 元弘师，隋朝平凉公世子，开皇十年八月在番禺军中去世[7]
- 元运，隋朝直阁、银青光禄大夫[10]
- 元弘度，唐朝散骑常侍[11]

## 延伸阅读
[在维基数据编辑]
 《隋書·卷54》，出自魏徵《隋书》
 《北史·卷015》，出自李延壽《北史》